# Kestads församling
Kestads församling var en församling i Götene kommun. Församlingen uppgick 2002 i Kinnekulle församling.

## Administrativ historik
Församlingen har medeltida ursprung.
Församlingen var till 1962 annexförsamling i pastoratet Österplana och Kestad. Från 1962 till 2002 var den annexförsamling i pastoratet Forshem, Fullösa, Medelplana, Västerplana, Österplana och Kestad. Församlingen uppgick 2002 i Kinnekulle församling.

## Kyrkor
- Kestads kyrka